# 자귀나무
자귀나무(영어: Persian silk tree 또는 pink silk tree)는 콩목 콩과의 식물이다. 학명은 Albizia julibrissin이다. 원산지는 남동아시아의 이란과 중국, 한국에 이른다. 두 잎을 맞대고 밤을 보내는 특징 때문에 합환목, 합혼수, 야합수, 유정수라는 이름도 가지고 있다.

## 학명 유래
속명인 "Albizia"는 18세기 유럽에 처음 이 나무를 소개한 이탈리아 귀족 Filippo del Albizzi를 따서 지었다. 종종 "Albizzia"라고 잘못 쓰인다. 종명인 julibrissin은 비단 꽃을 뜻하는 페르시아어 Gul-i Abrisham(گل ابریشم)이 전해진 것이다.

## 생태
산과 들에서 자라며 관상수로 심기도 한다. 키는 5~15m에 이른다. 미모사가 잎을 건드리면 움츠러들듯이 자귀나무는 밤이 되면 양쪽으로 마주 난 잎을 서로 포갠다. 잎은 줄기에 하나씩 달리는 것이 아니라 아까시나무처럼 작은 잎들이 모여 하나의 가지를 만들고 이들이 다시 줄기에 달린다. 이것이 복엽이다. 대부분의 복엽은 작은 잎들이 둘씩 마주 나고 맨 끝에 잎이 하나 남는데, 자귀나무는 작은 잎이 짝수여서 밤이 되어 잎을 닫을 때 홀로 남는 잎이 없다. 그래서 부부 금슬을 상징하는 합환목(合歡木), 합혼수(合婚樹), 야합수(夜合樹)라고 부르기도 한다. 소가 자귀나무 잎을 무척 좋아해서 소쌀밥나무라고도 부른다. 6~7월이면 가지 끝에 15~20개의 작은 꽃이 우산 모양으로 달리며 기다란 분홍 수술이 술처럼 늘어져 매우 아름답다. 9~10월에 익는 열매는 콩과 식물답게 콩깍지 모양이다. 금세 떨어지지 않고 겨울 바람에 부딪혀 달가닥거린다. 이 소리가 시끄러워 여설목(女舌木)이라 부르기도 했다.

## 변종 또는 품종
- Albizia julibrissin var. mollis : 어린 가지에 털이 빽빽하게 난다.
- Albizia julibrissin for. rosea : 예전엔 변종 또는 재배품종으로 분류됐으나 지금은 품종(form)으로 나뉜다. 자귀나무보다 작아서 키가 5–7m에 이르며, 꽃 색깔이 늘 분홍빛이다. 원산지는 한국과 중국 북부로 자귀나무보다 추위에 잘 견딘다.

## 사진

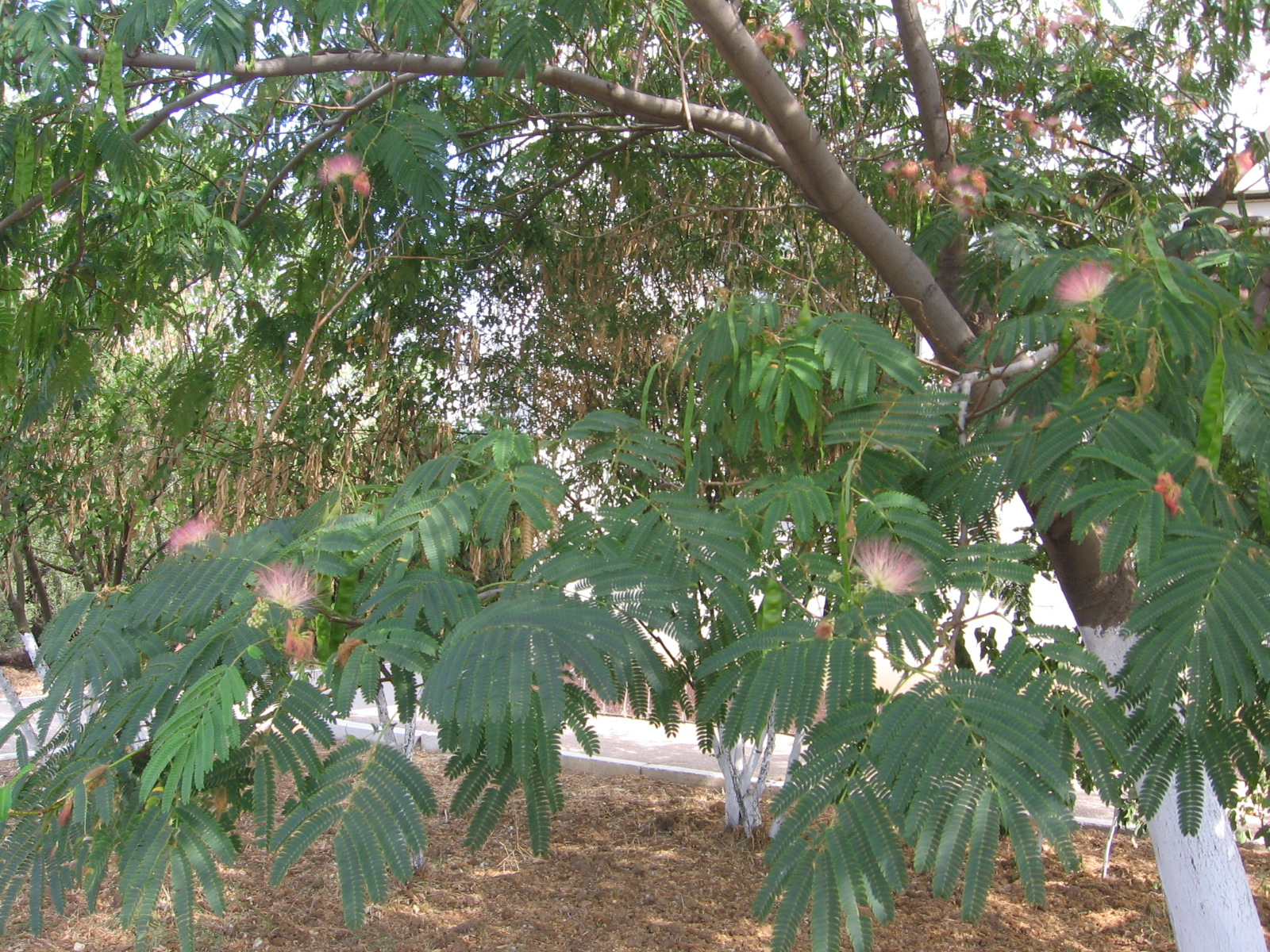
꽃과 잎
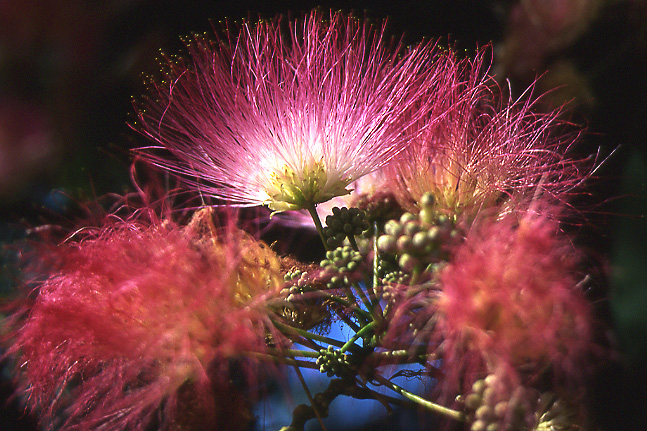
Albizia julibrissin for. rosea의 꽃은 자귀나무보다 훨씬 붉다.
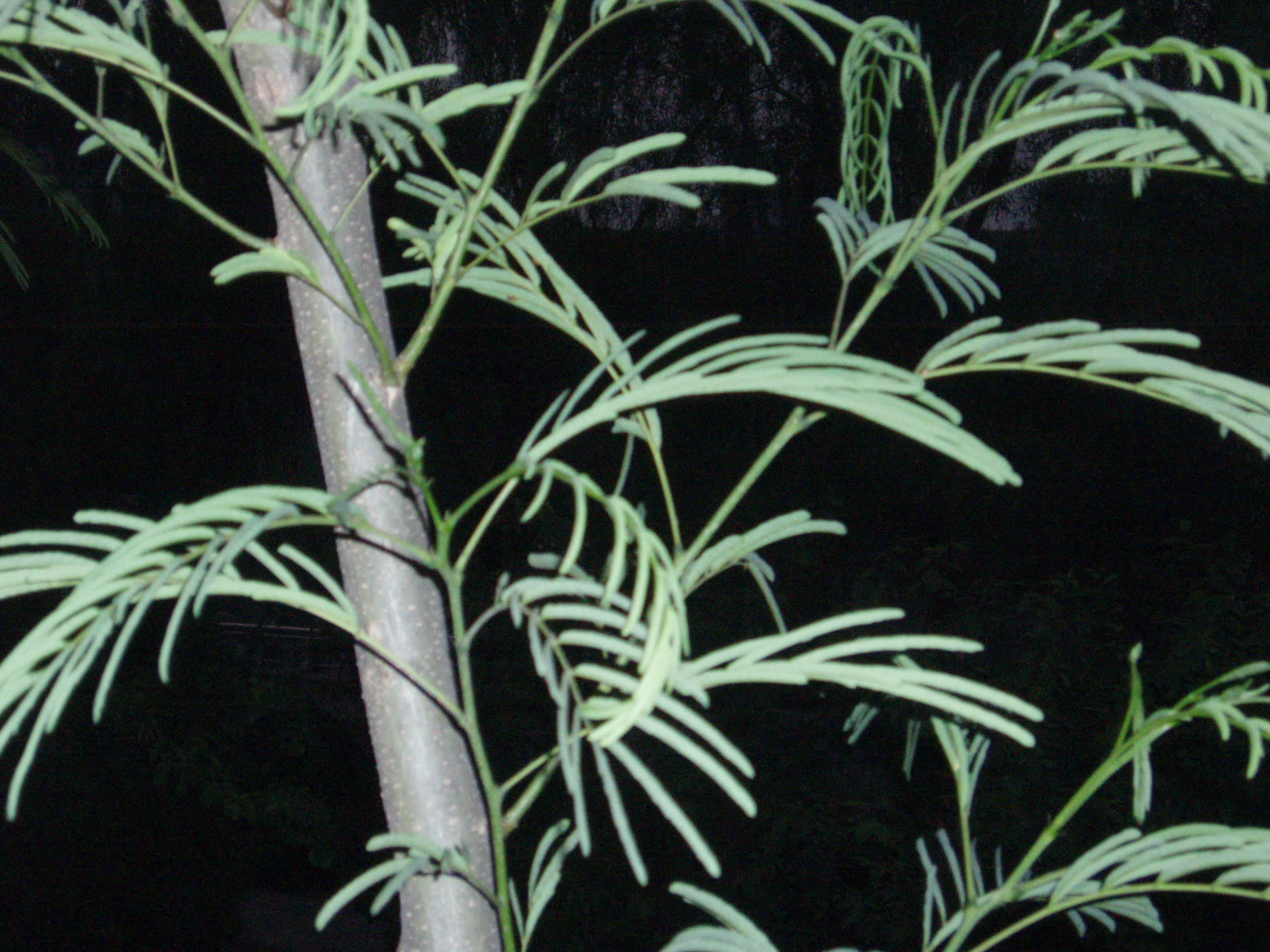
밤에 맞붙은 자귀나무 잎
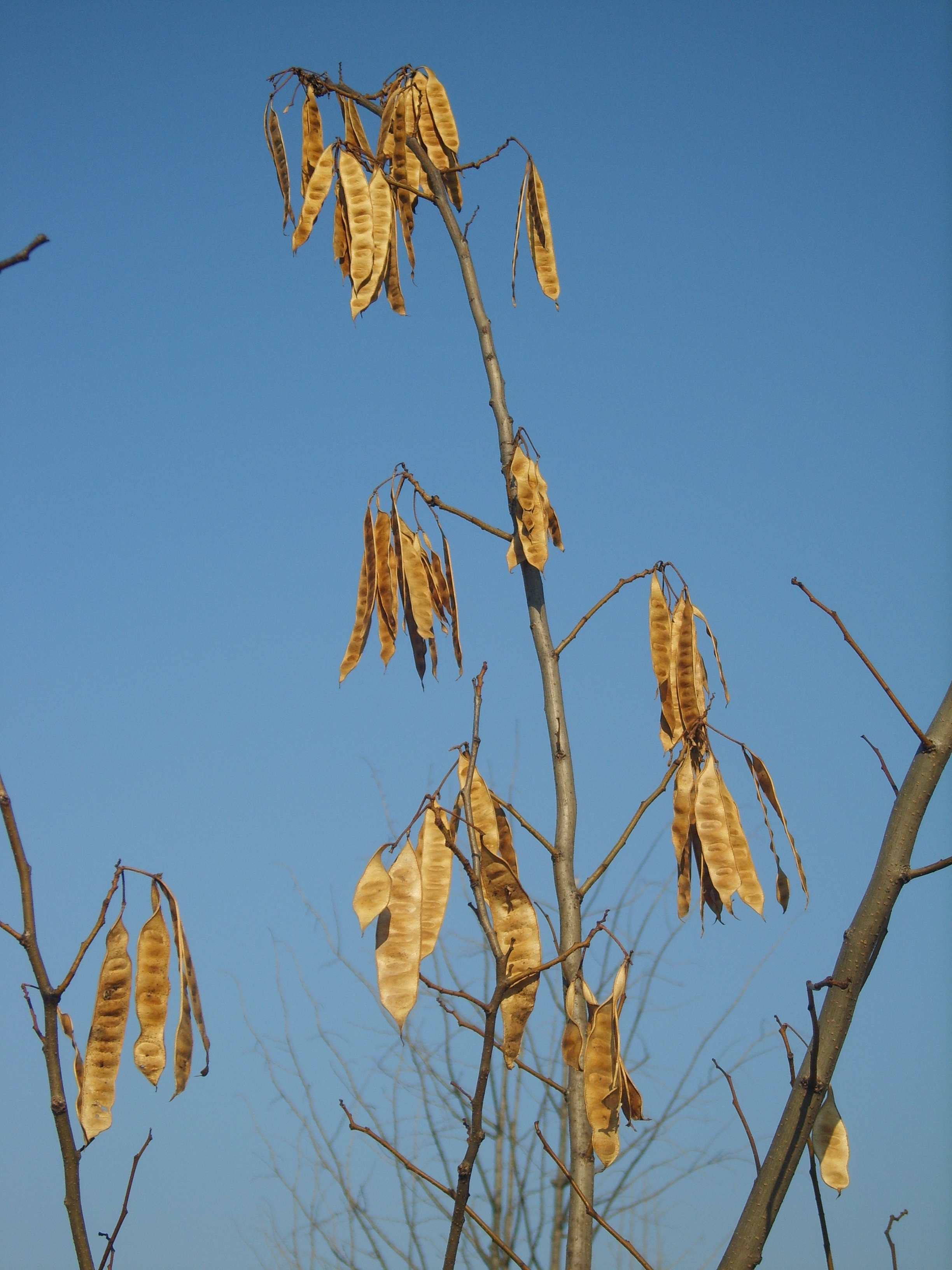
겨울에도 붙어 있는 자귀나무 열매

## 같이 보기
- 식물
- 나무
- 콩과

## 참고 문헌
- 《우리가 정말 알아야 할 우리 나무 백 가지》(현암사, 1995) ISBN 89-323-0830-6
- 《조경수목 핸드북》(광일문화사, 2000) ISBN 89-85243-25-X
- 《나무 쉽게 찾기》(진선출판사, 2004) ISBN 978-89-7221-414-4